# Dmitriy Chvykov
Dmitriy Chvykov (né le 14 octobre 1974) est un ancien sauteur à ski kazakh. Il a également concouru sous les couleurs kirghizes.

## Biographie
Il fait ses débuts au niveau international à l'occasion des Jeux olympiques de Nagano en 1998. Défendant les couleurs du Kazakhstan, il obtient une honnête 30e place sur le petit tremplin. Il termine également 49e sur le grand tremplin et 11e lors du concours par équipes. L'année suivante, il quitte son pays d'origine pour rejoindre le Kirghizistan dont il acquiert la nationalité. Licencié au club de Bichkek, il fait des apparitions intermittentes en Coupe du monde sans jamais réussir à intégrer le top 30. Néanmoins, ses performances lui permettent de participer aux Championnats du monde de Lahti en 2001. Non qualifié sur le grand tremplin, il réussit tout de même à prendre la 35e place sur le petit. Un an plus tard, il prend part à ses seconds Jeux olympiques à Salt Lake City. Étant l'un des deux seuls représentants de son pays présents lors de cet événement, il a le privilège d'être le porte-drapeau de sa délégation lors de la cérémonie d'ouverture. Il se classe finalement 39e sur le grand tremplin et 49e sur le petit avant de mettre un terme à sa carrière peu de temps après la compétition.

## Palmarès

### Jeux olympiques
| Épreuve / Édition | Nagano 1998 | Salt Lake City 2002 |
| Petit Tremplin    | 30e         | 41e                 |
| Grand Tremplin    | 49e         | 39e                 |
| Par Équipes       | 11e         |                     |

### Championnats du monde
| Épreuve / Édition | Lahti 2001 |
| Petit Tremplin    | 35e        |

### Coupe du Monde
- Meilleur résultat : 31e.